# Manuel Zarauza Clavero
Manuel Zarauza Clavero (Santoña, Santander, 3 de noviembre de 1917 - Bakú, RSS de Azerbaiyán, 12 de octubre de 1942) fue un destacado piloto y militar español que luchó en la guerra civil española en defensa de la Segunda República española, encuadrado en las Fuerzas Aéreas de la República Española. Es considerado como uno de los mejores pilotos españoles del Polikarpov I-16 «Mosca».

## Biografía
Clavero nació en Santoña (Santander) en 1917, en 1934 se presentó voluntario a la Aeronáutica militar donde dos años más tarde le sorprendería el inicio de la guerra civil española.
Tras realizar un curso en la Escuela de pilotos de Santiago de la Ribera (Murcia), obtuvo el título de sargento y pasó a pilotar un Polikarpov I-15 "Chato". A finales de 1937 fue destinado en la 3.ª Escuadrilla de Moscas destinada en El Carmolí. Poco después se trasladó al norte, distinguiéndose en los combates de Bilbao y Santander. En diciembre de ese mismo año quedó al mando de la 4.ª Escuadrilla de Chatos, con la que intervendría en la Batalla de Teruel. Durante los combates de Teruel, tuvo un destacado papel al frente de su unidad, los cuales constituyeron su primera gran actuación en combate. Dada su competencia, meses después se le entregaría el mando del "Grupo 21" de caza e intervino activamente en la batalla del Ebro. Ello le convirtió en uno de los tres únicos españoles que en la zona gubernamental llegó a mandar un grupo de caza. Con esta unidad también participaría activamente en la campaña de Cataluña y fue ascendido al empleo de comandante por méritos de guerra. Cuando el frente de Cataluña se hundió irremediablemente, Zarauza decidió refugiarse en Francia con su avión para impedir que ambos cayeran en manos franquistas, siendo internado en el Campo de concentración de Argelès-sur-Mer.
Tiempo después logró trasladarse a la Unión Soviética, donde lograría incorporarse como Coronel de las Fuerzas Aéreas Soviéticas (VVS), estableciéndose en Járkov (Ucrania) junto a otros pilotos españoles. Encuadrado en la Aviación soviética, con el inicio de la Segunda Guerra Mundial fue evacuado a la retaguardia y más tarde participaría en operaciones militares. Sin embargo, el 12 de octubre de 1942 murió en Bakú durante unas acrobacias aéreas junto a otro avión. Fue uno de los pilotos más destacados de la Aviación republicana, atribuyéndosele al menos 23 victorias durante la Guerra Civil.